# Vector (STL)
Vector 是C++標準程式庫中的一個類，可視為會自動擴展容量的陣列，以循序（Sequential）的方式維護變數集合。
vector的特色有支持隨機存取，在集合尾端增刪元素很快，但是在集合中間增刪元素比較費時。
vector是C++標準程式庫中的眾多容器之一。 
vector以模板方式實現，可以保存任意類型的變數，包括使用者自定義的資料型態，例如：它可以是放置整數（int）型態的vector、也可以是放置字串（string）型態的vector、或者放置使用者自定類別（user-defined class）的vector。

## 設計
vector 定義於 <vector> 標頭檔中。與其他STL元件一樣，vector 屬於std名稱空間。
vector是C++標準程式庫裡最基本的容器，大多數狀況下都很有效率。vector設計之初即是為了改善C語言原生陣列的種種缺失與不便，而欲提供一種更有效、更安全的陣列。vector的使用介面刻意模擬C語言原生陣列，較明顯的差異在於記憶體管理，原生陣列必須在宣告陣列的時候明確指定陣列長度(例如 int a[5])，但是 vector 不需要指定，而是會在執行期依據狀況自我調整長度，動態增大容量。
vector的表現一如資料結構中的陣列，允許隨機存取(Random Access)，以索引值(index)存取任一元素只要花費常數時間 O(1)，在集合尾端增加或刪除元素也是花費常數時間O(1)，若在vector集合中間增加或刪除元素時間複雜度是線性時間O(n)，較為費時。雖然C++標準並沒有規定實作方式，但大多數 vector 內部均使用動態陣列方式實作。

### 成員函式概觀
vector 類別是以容器 模式為基準設計的，也就是說，基本上它有 begin()，end()，size()，max_size()，empty() 以及 swap() 這幾個方法。
- 存取元素的方法
  - vec[i] - 存取索引值為 i 的元素參照。 (索引值從零起算，故第一個元素是vec[0]。)
  - vec.at(i) - 存取索引值為 i 的元素的參照，以 at() 存取會做陣列邊界檢查，如果存取越界將會拋出一個例外，這是與operator[]的唯一差異。
  - vec.front() - 回傳 vector 第一個元素的參照。
  - vec.back() - 回傳 vector 最尾端元素的參照。
- 新增或移除元素的方法
  - vec.push_back() - 新增元素至 vector 的尾端，必要時會進行記憶體配置。
  - vec.pop_back() -  刪除 vector 最尾端的元素。
  - vec.insert() - 插入一個或多個元素至 vector 內的任意位置。
  - vec.erase() - 刪除 vector 中一個或多個元素。
  - vec.clear() - 清空所有元素。
- 取得長度/容量
  - vec.size() - 取得 vector 目前持有的元素個數。
  - vec.empty() - 如果 vector 內部為空，則傳回 true 值。
  - vec.capacity() - 取得 vector 目前可容納的最大元素個數。這個方法與記憶體的配置有關，它通常只會增加，不會因為元素被刪減而隨之減少。
- 重新配置／重設長度
  - vec.reserve() - 如有必要，可改變 vector 的容量大小（配置更多的記憶體）。在眾多的 STL 實例，容量只能增加，不可以減少。
  - vec.resize() - 改變 vector 目前持有的元素個數。
- 迭代 (Iterator)
  - vec.begin() - 回傳一個Iterator，它指向 vector 第一個元素。
  - vec.end() - 回傳一個Iterator，它指向 vector 最尾端元素的下一個位置（請注意：它不是最末元素）。
  - vec.rbegin() - 回傳一個反向Iterator，它指向 vector 最尾端元素的。
  - vec.rend() - 回傳一個Iterator，它指向 vector 的第一個元素的前一個位置。

## 使用說明

### 声明
使用 vector 之前，必須先 #include<vector>。
声明一個 vector 變數的方法如下:
```
std
::
vector
<
T
>
 
v
;

```

T 是 vector 要儲存的物件集合的型別，該 vector 的變數名稱是 v。T 可以是任何符合 Copy/Move Assignable 條件的型別，包括使用者自訂型別。如果 T 不符合 Copy / Move Assignable 或者複製 / 移动成本很高昂，可以考慮使用 T* 甚至 std::unique_ptr<T> 來代替 T。

### 取代陣列使用
```
#include
 
<vector>

#include
 
<iostream>

int
 
main
()
 
{

    
std
::
vector
<
int
>
 
v
;

    
v
.
push_back
(
1
);

    
v
.
push_back
(
2
);

    
v
.
push_back
(
3
);

    
for
(
int
 
i
=
0
;
i
<
3
;
++
i
)

        
std
::
cout
 
<<
 
v
[
i
]
 
<<
 
std
::
endl
;

    
system
(
"pause"
);

    
return
 
0
;

}

```

### 長度/容量

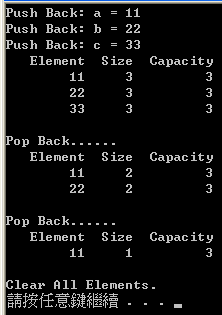
這是程式執行後的結果

以下程式碼是用來說明 vector 的長度變化。
```
//Headers and Macros

#include
 
<iostream>

#include
 
<cstdlib>

#include
 
<vector>

#include
 
<iomanip>

#define SETW_1 10

#define SETW_2 6

#define SETW_3 10

using
 
namespace
 
std
;

typedef
 
vector
<
int
>
 
Vint
;

//利用參照取得真正的 capacity 值

void
 
PrintVectorInfo
(
Vint
&
 
v
)

{

	
cout
<<
setw
(
SETW_1
)
<<
"Element"
<<
setw
(
SETW_2
)
<<
"Size"
;

	
cout
<<
setw
(
SETW_3
)
<<
"Capacity"
<<
endl
;

	
for
 
(
 
Vint
::
iterator
 
it
 
=
 
v
.
begin
();
 
it
 
!=
 
v
.
end
();
 
it
 
++
)

	
{

		
cout
<<
setw
(
SETW_1
)
<<
(
*
it
)
<<
setw
(
SETW_2
)
<<
v
.
size
();

		
cout
<<
setw
(
SETW_3
)
<<
v
.
capacity
()
<<
endl
;

	
}

	
cout
<<
endl
;

}

//Main Function

int
 
main
(
int
 
argc
,
 
char
**
 
argv
)

{

	
//==START==//

	
//宣告一個 vector

	
Vint
 
vint
;

	
//宣告兩個整數變數

	
int
 
a
 
=
 
11
,
 
b
 
=
 
22
,
 
c
 
=
 
33
;

	
//建立只有一個元素空間的 vint

	
//把變數 a 複製至第一個元素內

	
vint
.
push_back
(
a
);

	
cout
<<
"Push Back: a = "
<<
a
<<
endl
;

	
//建立兩個元素空間的 vint

	
//把變數 a 複製至第一個元素內

	
//把變數 b 複製至第二個元素內

	
//刪除上一次建立的 vint

	
//上一次建立的 vint 只有一個元素空間

	
//依此類推

	
vint
.
push_back
(
b
);

	
cout
<<
"Push Back: b = "
<<
b
<<
endl
;

	
vint
.
push_back
(
c
);

	
cout
<<
"Push Back: c = "
<<
c
<<
endl
;

	
PrintVectorInfo
(
vint
);

	
//移除最後一個元素

	
vint
.
pop_back
();

	
cout
<<
"Pop Back......"
<<
endl
;

	
PrintVectorInfo
(
vint
);

	
//移除最後一個元素

	
vint
.
pop_back
();

	
cout
<<
"Pop Back......"
<<
endl
;

	
PrintVectorInfo
(
vint
);

	
//清除所有元素

	
vint
.
clear
();

	
cout
<<
"Clear All Elements."
<<
endl
;

	
//==END==//

	
system
(
"pause"
);

	
return
 
0
;

}

```

### string 类型 Vector的使用
第一种：使用迭代器进行遍历
```
#include
 
<iostream>

#include
 
<string>

#include
 
<vector>

using
 
namespace
 
std
;

int
 
main
()

{

	
vector
<
string
>
 
v
(
3
,
 
"I Love Wikipedia "
);
 
// 元素个数，每个元素的值相同

	
for
 
(
vector
<
string
>::
const_iterator
 
it
 
=
 
v
.
begin
();
 
it
 
<
 
v
.
end
();
 
++
it
)
 
// 输出Vector元素

		
cout
 
<<
 
*
it
 
<<
 
endl
;

	
system
(
"pause"
);

	
return
 
0
;

}

```

输出结果为：
```
I Love Wikipedia
I Love Wikipedia
I Love Wikipedia

```

第二种，与int类型相同
```
#include
<string>

#include
 
<vector>

#include
 
<iostream>

using
 
namespace
 
std
;

int
 
main
()

{

	
vector
<
string
>
 
vec
;

	
string
 
str
;

	
str
 
=
 
"I Love WikiPedia"
;

	
vec
.
push_back
(
str
);

	
vec
.
push_back
(
"123"
);

	
for
(
int
 
i
 
=
 
0
;
 
i
 
<
 
vec
.
size
()
 
;
 
++
i
)

	
{

		
cout
 
<<
 
vec
[
i
]
 
<<
 
endl
;

	
}

	
system
(
"pause"
);

	
return
 
0
;

}

```

输出结果为：
```
I Love Wikipedia
123

```

## 删除元素
vector 的成员函数 clear() 来删除所有的元素。这个操作并没有改变容器的容量，所以容量不變。
使用 vector 的成员函数 pop_back() 来删除容器尾部的元素。
成员函数 swap()，这个函数用来交换两个 vector 容器中的元素。因此可以与一个具有相同数据类型的内容为空的局部变量swap，从而实现彻底删除元素、释放容量的目的。
成员函数 shrink_to_fit()，会造成容器现有的迭代器都失效。
成员函数 erase() 有2个重载版本：
- 删除单个元素，vector 的大小减 1；但容量不变；返回一个迭代器，它指向被删除元素后的一个元素。如果移除了最后一个元素，会返回 std::end(data)。
- 移除一个范围内的元素：传入两个迭代器。返回的迭代器指向被删除元素后的位置，它是 std::begin(data)+1 ；如果删除了最后一个元素，它就是 std::end(data)。

algorithm 头文件中的std::remove()，可以移除一个范围内匹配特定值的元素。remove() 是一个全局函数，所以它不能删除容器中的元素。会保持未移除的元素的顺序。真正删除需要用erase()成员函数，这叫做 erase-remove。remove() 算法返回的迭代器作为 erase() 的第一个参数，erase() 的第二个参数是所指向容器中最后一个元素后一个位置的迭代器。如：
```
   words.erase(std::remove(std::begin(words), std::end(words),"none"), std::end(words));
```